# Pauline Ngarmpring
Pauline Ngarmpring (également Palinee Ngarm-Pring) est une femme politique thaïlandaise. En mars 2019, elle se présente à l'élection du Premier ministre de Thaïlande, devenant ainsi la première personne trans du pays à le faire. Elle est affiliée au Parti Mahachon.

## Biographie
Pauline Ngarmpring est née en 1964 en Thaïlande. Elle admet plus tard qu’elle s’est  identifiée comme une femme dès son plus jeune âge, mais n’en a parlé à personne en raison des attentes de ses parents.
Avant sa transition, Ngarmpring travaille comme journaliste avant de devenir promotrice sportive dans la communauté du football thaïlandais. Elle fonde le groupe de fans de football Cheerthai Power. En décembre 2023, elle se lance dans la course à la présidence de la Fédération de Thaïlande de football avec l'objectif de faire rentrer la Thaïlande dans les meilleures équipes asiatiques si elle est élue. Elle perd lors de l'élection du 8 février 2024 face à Nualphan Lamsam. Elle est également mariée et a deux enfants.
En 2013, elle fait son coming out trans et se rend en Amérique pour subir une opération de changement de sexe,. En 2017, elle retourne en Thaïlande, où les médias locaux la surnomme « la Caitlyn Jenner de la Thaïlande ».

## Carrière politique
Ngarmpring rejoint le parti Mahachon fin 2018 ; elle est initialement embauchée pour aider le parti dans sa stratégie et sa politique. En 2019, elle est nommée, avec deux autres personnes, candidate au poste de Premier ministre du parti Mahachon aux élections générales thaïlandaises de 2019. Cela fait d'elle la première personne trans à se présenter comme Premier ministre de Thaïlande.